# David Guterson

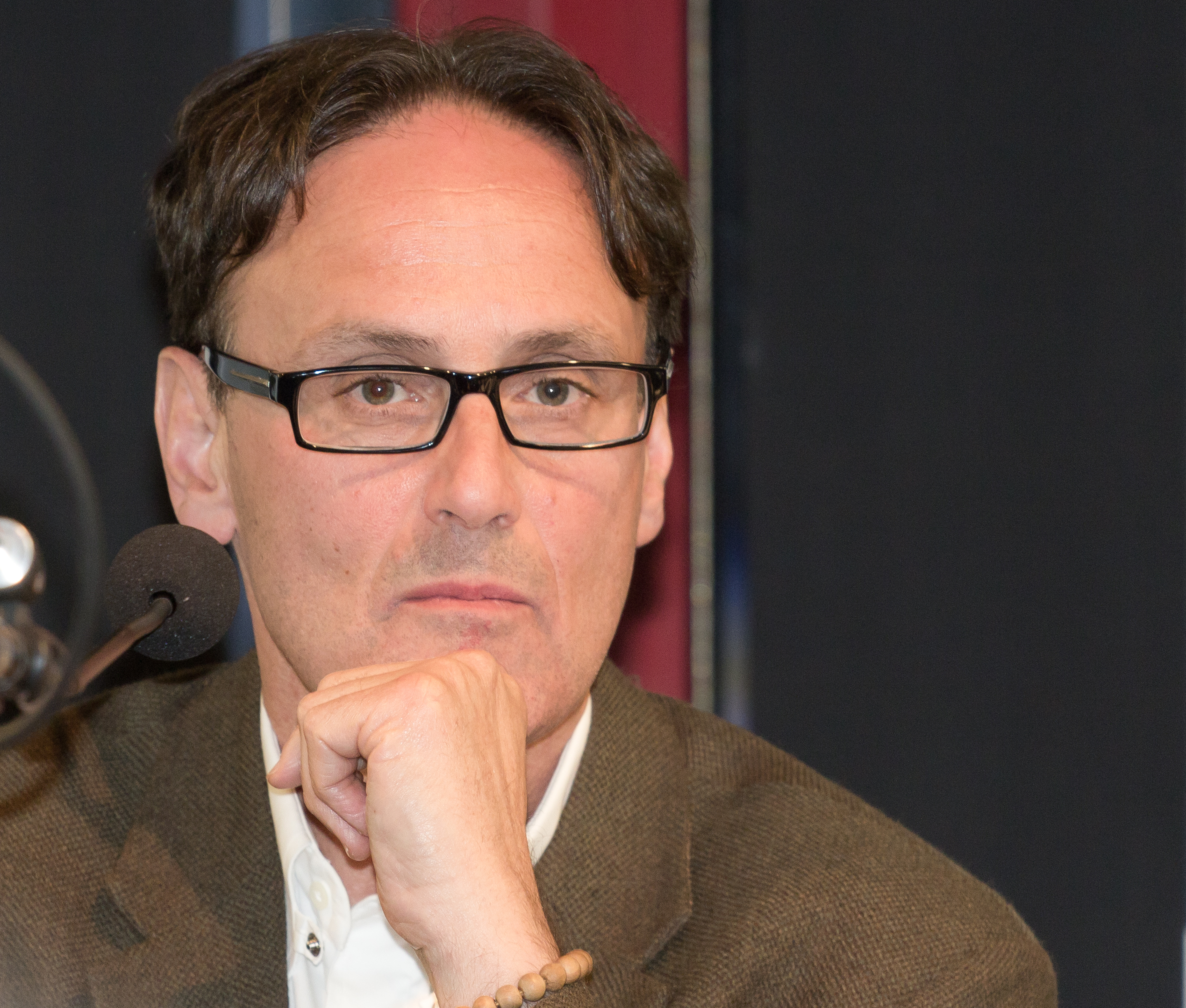
David Guterson 2013

David Guterson (ur. 4 maja 1956 w Seattle) – amerykański pisarz, autor opowiadań i powieści.
Guterson przez wiele lat pracował jako nauczyciel. Stał się znany po opublikowaniu w 1995 debiutanckiej powieści zatytułowanej Cedry pod śniegiem. Przyniosła mu ona szereg nagród, w tym prestiżową PEN/Faulkner Award, a w 1999 została sfilmowana przez Scotta Hicksa. Cedry rozgrywają się na fikcyjnej wyspie San Piedro, niemal 10 lat po zakończeniu II wojny światowej w niejednorodnej etnicznie społeczności, wśród rybaków i hodowców truskawek. Jeden z rybaków, z pochodzenia Japończyk, zostaje oskarżony o zamordowanie białego kolegi. W czasie procesu wracają wojenne wspomnienia i animozje.
Jedna z kolejnych powieści Amerykanina, Madonna z Lasu z 2003, opowiada o objawieniu, do jakiego miało dojść w małym amerykańskim miasteczku.

## Twórczość
- The Country Ahead of Us, the Country Behind: Stories (1989)
- Family Matters: Why Homeschooling Makes Sense (1992)
- Cedry pod śniegiem (Snow Falling on Cedars 1995) – polskie tłumaczenie Łukasz Nicpan
- The Drowned Son (1996)
- Na wschód od gór (East of the Mountains 1999)
- Madonna z Lasu (Our Lady of the Forest 2003)